# Diancistrus longifilis
Diancistrus longifilis är en fiskart som beskrevs av Ogilby, 1899. Diancistrus longifilis ingår i släktet Diancistrus och familjen Bythitidae. Inga underarter finns listade i Catalogue of Life.